# Bathernay
Bathernay és un municipi francès situat al departament de la Droma i a la regió d'Alvèrnia-Roine-Alps. L'any 2007 tenia 231 habitants.

## Demografia

### Població
El 2007 la població de fet de Bathernay era de 231 persones. Hi havia 75 famílies de les quals 16 eren unipersonals (4 homes vivint sols i 12 dones vivint soles), 12 parelles sense fills, 39 parelles amb fills i 8 famílies monoparentals amb fills.
La població ha evolucionat segons el següent gràfic:
Habitants censats

### Habitatges
El 2007 hi havia 106 habitatges, 83 eren l'habitatge principal de la família, 20 eren segones residències i 3 estaven desocupats. 88 eren cases i 15 eren apartaments. Dels 83 habitatges principals, 66 estaven ocupats pels seus propietaris, 15 estaven llogats i ocupats pels llogaters i 2 estaven cedits a títol gratuït; 4 tenien dues cambres, 11 en tenien tres, 15 en tenien quatre i 53 en tenien cinc o més. 59 habitatges disposaven pel capbaix d'una plaça de pàrquing. A 34 habitatges hi havia un automòbil i a 41 n'hi havia dos o més.

### Piràmide de població
La piràmide de població per edats i sexe el 2009 era:
| Homes | Edats   | Dones |
| ----- | ------- | ----- |
| 0     | 95 o +  | 0     |
| 0     | 90 a 94 | 0     |
| 0     | 85 a 89 | 0     |
| 0     | 80 a 84 | 4     |
| 4     | 75 a 79 | 4     |
| 4     | 70 a 74 | 4     |
| 4     | 65 a 69 | 8     |
| 0     | 60 a 64 | 0     |
| 8     | 55 a 59 | 0     |
| 20    | 50 a 54 | 8     |
| 12    | 45 a 49 | 4     |
| 20    | 40 a 44 | 16    |
| 4     | 35 a 39 | 8     |
| 0     | 30 a 34 | 0     |
| 4     | 25 a 29 | 0     |
| 4     | 20 a 24 | 4     |
| 8     | 15 a 19 | 20    |
| 4     | 10 a 14 | 8     |
| 0     | 5 a 9   | 8     |
| 4     | 0 a 4   | 4     |

## Economia
El 2007 la població en edat de treballar era de 152 persones, 112 eren actives i 40 eren inactives. De les 112 persones actives 98 estaven ocupades (57 homes i 41 dones) i 14 estaven aturades (3 homes i 11 dones). De les 40 persones inactives 8 estaven jubilades, 20 estaven estudiant i 12 estaven classificades com a «altres inactius».

### Ingressos
El 2009 a Bathernay hi havia 84 unitats fiscals que integraven 245 persones, la mediana anual d'ingressos fiscals per persona era de 17.364 €.

### Activitats econòmiques
Dels 9 establiments que hi havia el 2007, 1 era d'una empresa de fabricació d'altres productes industrials, 3 d'empreses de construcció, 3 d'empreses de comerç i reparació d'automòbils, 1 d'una empresa de serveis i 1 d'una empresa classificada com a «altres activitats de serveis».
Dels 5 establiments de servei als particulars que hi havia el 2009, 1 era un taller de reparació d'automòbils i de material agrícola, 2 lampisteries, 1 electricista i 1 restaurant.
L'any 2000 a Bathernay hi havia 8 explotacions agrícoles.

## Poblacions més properes
El següent diagrama mostra les poblacions més properes.